# كارل لودفيغ ساند
كارل لودفيغ ساند (بالألمانية: Karl Ludwig Sand) هو قاتل ‏ وطالب ألماني، ولد في 5 أكتوبر 1795 في فونزيدل في ألمانيا، وتوفي في 20 مايو 1820 في مانهايم في ألمانيا بسبب قطع الرأس.

## وصلات خارجية
- كارل لودويغ ساند على موقع الموسوعة البريطانية (الإنجليزية)